# Benedict Vilakazi
Benedict Vilakazi, né le 9 août 1982 à Soweto en Afrique du Sud, est un footballeur international sud-africain, devenu entraîneur à l'issue de sa carrière, qui évoluait au poste de milieu offensif. 

## Biographie

### Carrière en club
Au cours de sa carrière de joueur, Benedict Vilakazi dispute notamment 5 matchs en première division danoise, un match en Coupe de l'UEFA, et 220 matchs en première division sud-africaine, pour 51 buts inscrits.
Il réalise sa meilleure performance lors de la saison 2003-2004, où il inscrit 13 buts en championnat avec le club des Orlando Pirates.

### Carrière internationale
Benedict Vilakazi compte 31 sélections et 2 buts avec l'équipe d'Afrique du Sud entre 2002 et 2007.
Il est convoqué pour la première fois en équipe d'Afrique du Sud par le sélectionneur national Jomo Sono, pour un match amical contre l'Arabie saoudite le 20 mars 2002. Il commence la rencontre comme titulaire, et sort du terrain à la 64e minute de jeu, en étant remplacé par Jabu Mahlangu. Le match se solde par une défaite 1-0 des Sud-Africains.
Il fait partie de la liste des 23 joueurs sud-africains sélectionnés pour disputer la CAN de 2006 en Égypte, où il joue deux matchs en tant que titulaire. L'Afrique du Sud est éliminée au premier tour.
Il reçoit sa dernière sélection le 12 septembre 2007 contre l'Uruguay lors d'un match amical. La rencontre se solde par un match nul et vierge (0-0).

## Palmarès
- Avec Orlando Pirates
  - Champion d'Afrique du Sud en 2001 et 2003

- Avec l'AaB Aalborg
  - Champion du Danemark en 2008

## Statistiques

### Buts en sélection
Le tableau suivant liste tous les buts inscrits par Benedict Vilakazi avec l'équipe d'Afrique du Sud.